# Internat Zespołu Szkół Ogólnokształcących w Kłodzku
Internat Zespołu Szkół Ogólnokształcących w Kłodzku – internat należący do Liceum Ogólnokształcącego im. Bolesława Chrobrego w Kłodzku. Mieścił się na terenie śródmieścia, przy ulicy Okrzei 20 w latach 1946-1971 w budynku secesyjnym, zbudowanym w 1906 roku.

## Okoliczności powstania
Jesienią 1945 roku inicjowano powstawanie burs i internatów dla uczniów w Polsce. Powstanie tych placówek wynikało to z trudności zakwaterowania uczniów na terenie miasta. Poza tym warto zaznaczyć, że 10% wychowanków burs oraz internatów stanowiły sieroty, półsieroty i dzieci opuszczone. Z tego też względu staraniami dyrektora liceum ogólnokształcącego w Kłodzku Romana Bierkenmayera, przejęto w połowie listopada 1945 roku opuszczony budynek przy ulicy Okrzei 20, który zaadaptowano następnie w 1946 roku na bursę, a następnie internat dla młodzieży uczącej się w kłodzkim gimnazjum i liceum.

## Lata 1946-1971
Po upaństwowieniu internatów, opłaty za lokal, opał, światło, wynagrodzenie dla wychowawców, lekarza i cały personel administracyjno-gospodarczy pokrywano z budżetu szkolnego. Reszta kosztów, w tym m.in. wyżywienie wychowanków, pokrywano z opłat pobieranych od uczniów. Biedniejszym wychowankom wypłacano stypendia.
W późniejszym okresie internacie przebywali nie tylko uczniowie liceum, lecz także wychowankowie szkół zawodowych. W czasie wakacji budynek służył jako schronisko młodzieżowe.
Liczba wychowanków na przestrzeni lat kształtowała się następująco:
rok szkolny 1946/1947: 70 uczniów
rok szkolny 1952/1953: 80 uczniów
rok szkolny 1959/1960: 100 uczniów
rok szkolny 1961/1962: 90 uczniów (z tego 35 ze szkoły zawodowej)
rok szkolny 1965/1966: 106 uczniów
rok szkolny 1967/1968: 55 uczniów (z tego 35 ze szkoły zawodowej)
W następnych latach liczba mieszkańców internatu zmalała do około 50, lecz tylko 16 z nich uczęszczało do Liceum Ogólnokształcącego im. Bolesława Chrobrego. W związku z tym decyzją Miejskiej Rady Narodowej w Kłodzku internat został rozwiązany w 1971 roku, a jego budynek przekazany na potrzeby Politechniki Wrocławskiej, która uruchomiła w nim internat dla studentów kłodzkiej filii tej uczelni.

## Kierownictwo
Administrację w internacie sprawował zarząd składający się z: kierownika internatu, wychowawcy i zarządzającego gospodarstwem. Przy szkole działała Komisja ds. Stypendiów i Internatu. Funkcję kierownika na przestrzeni lat pełnili:
- Maria Karpińska
- Janina Sybirska
- Wsiełowod Szkoda
- Janina Raczkowska
- Maria Cal

## Galeria

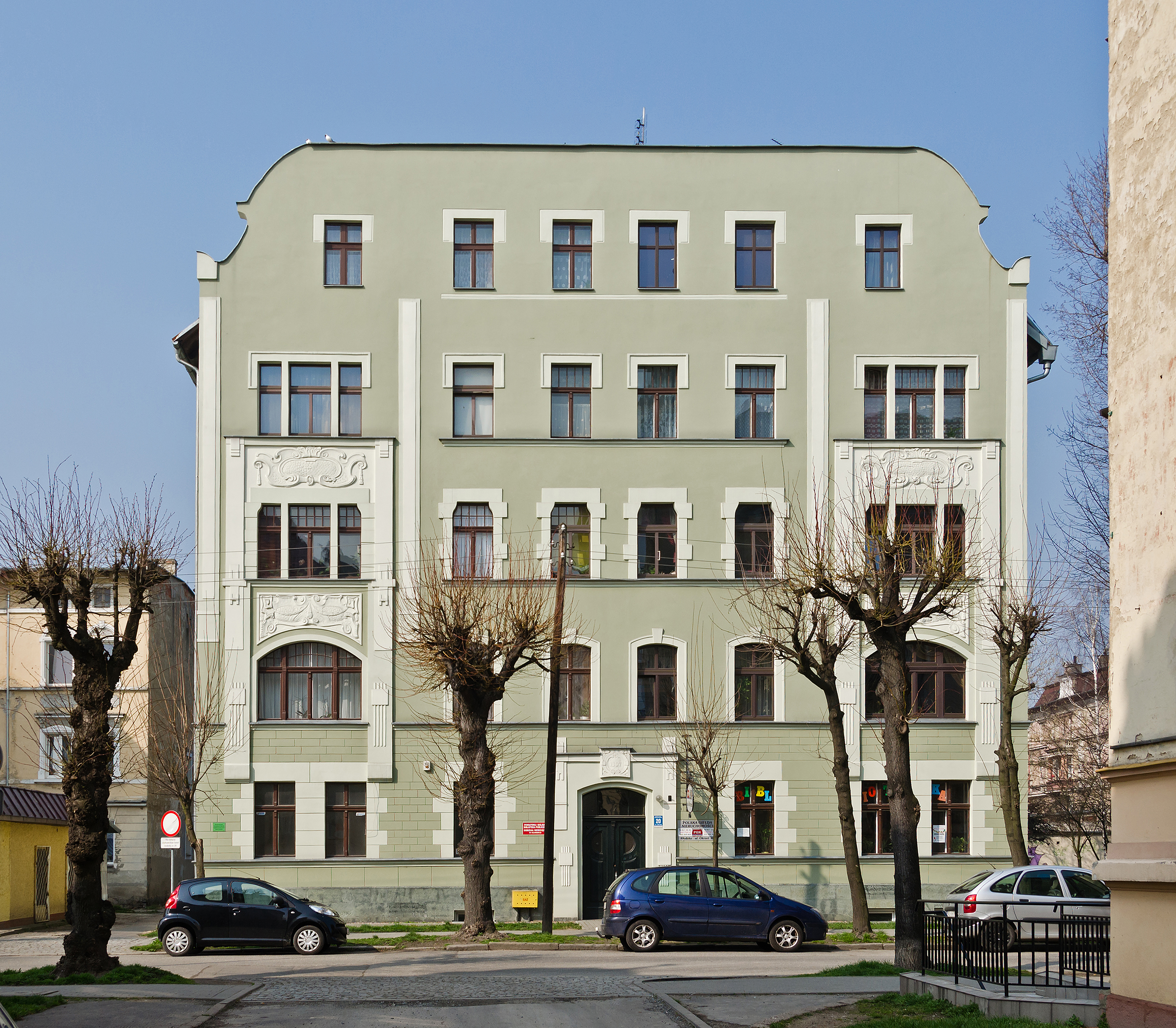
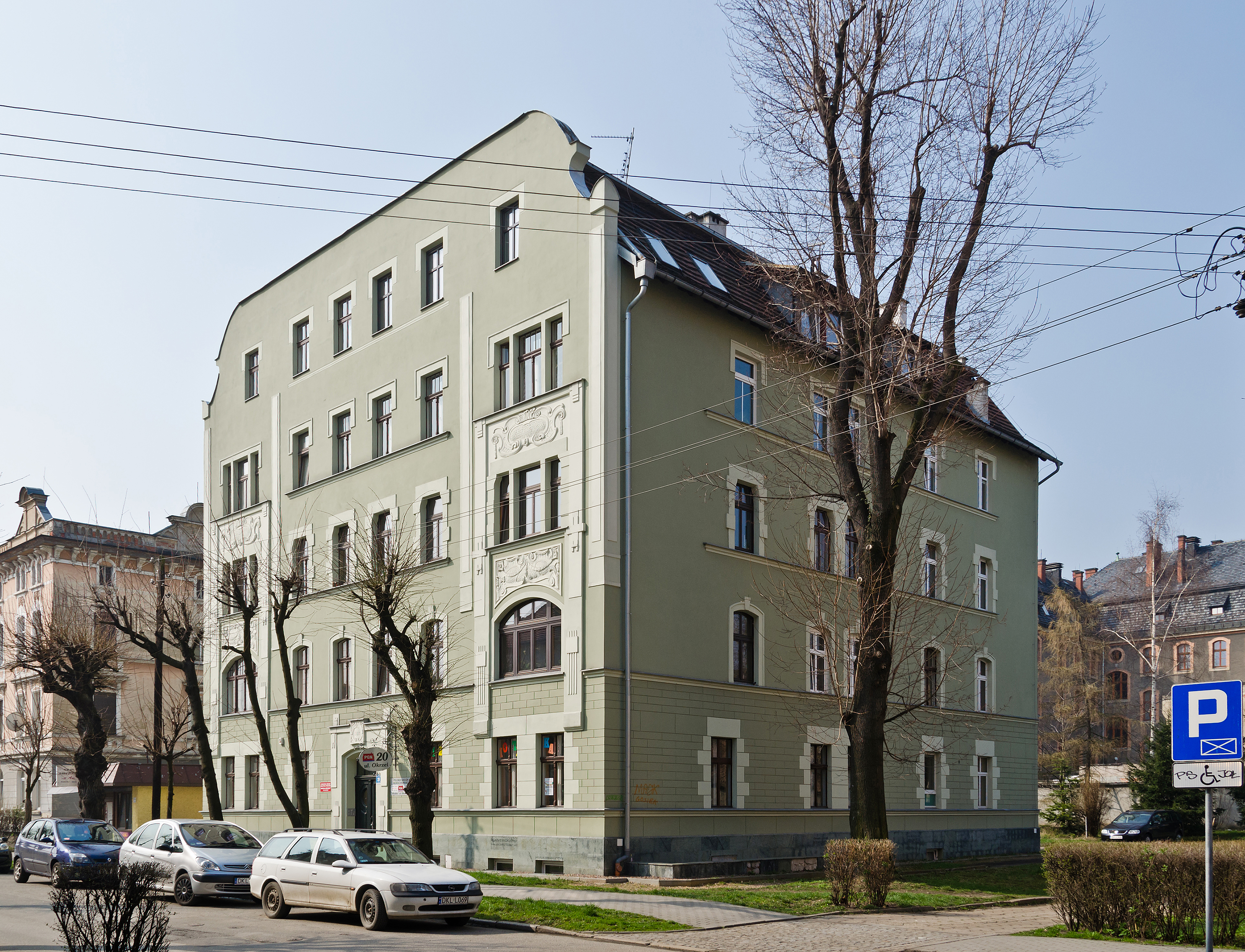
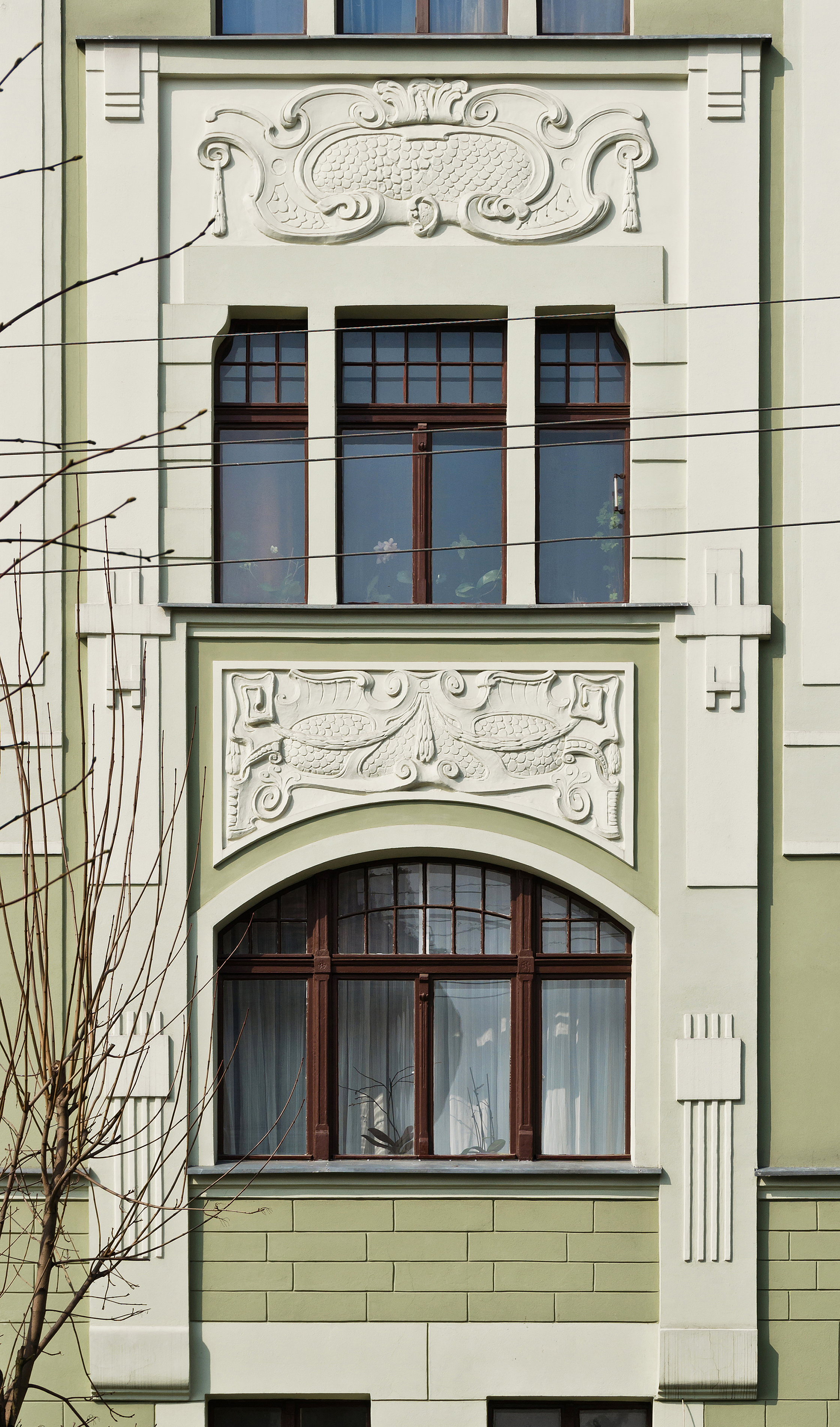
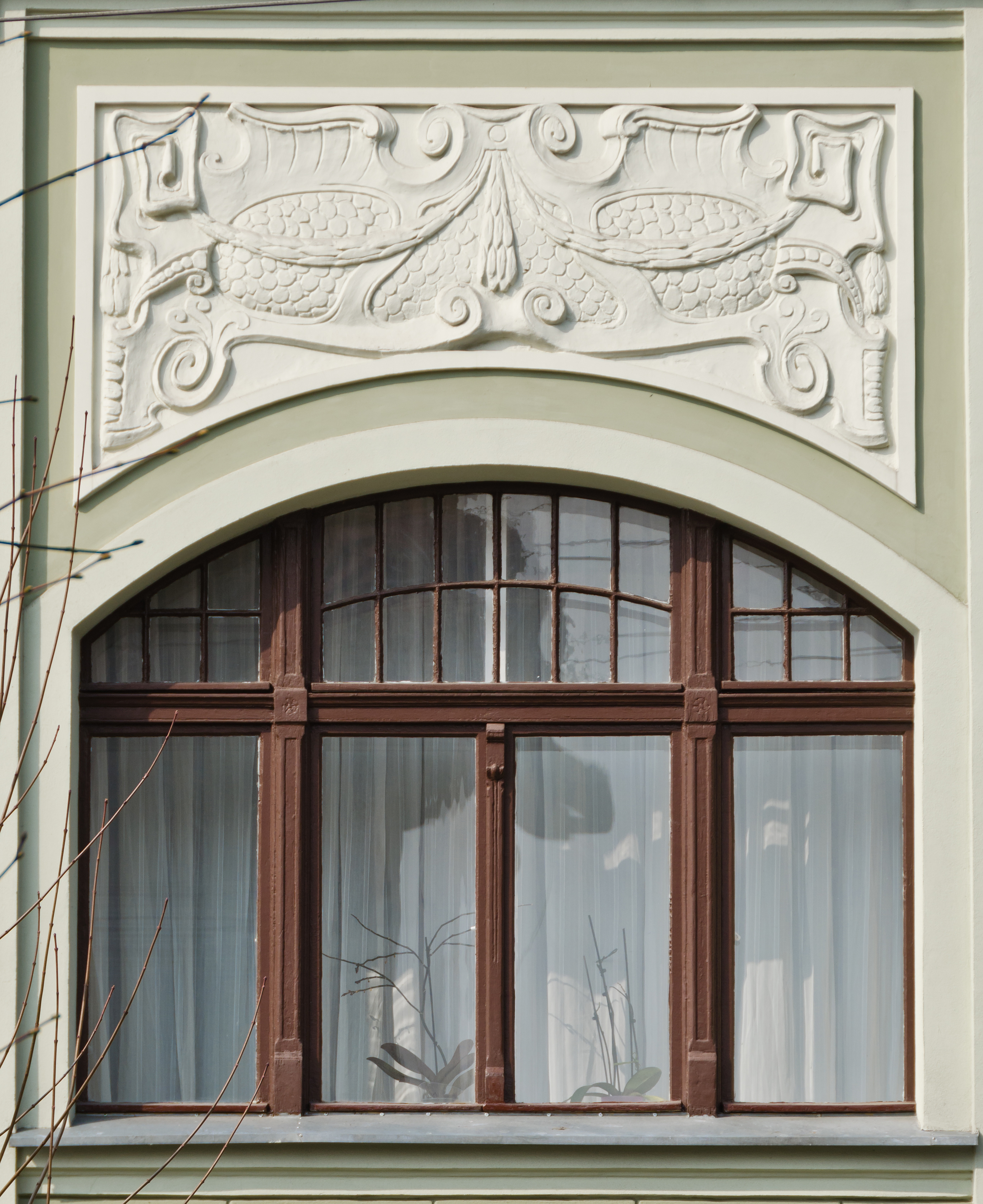
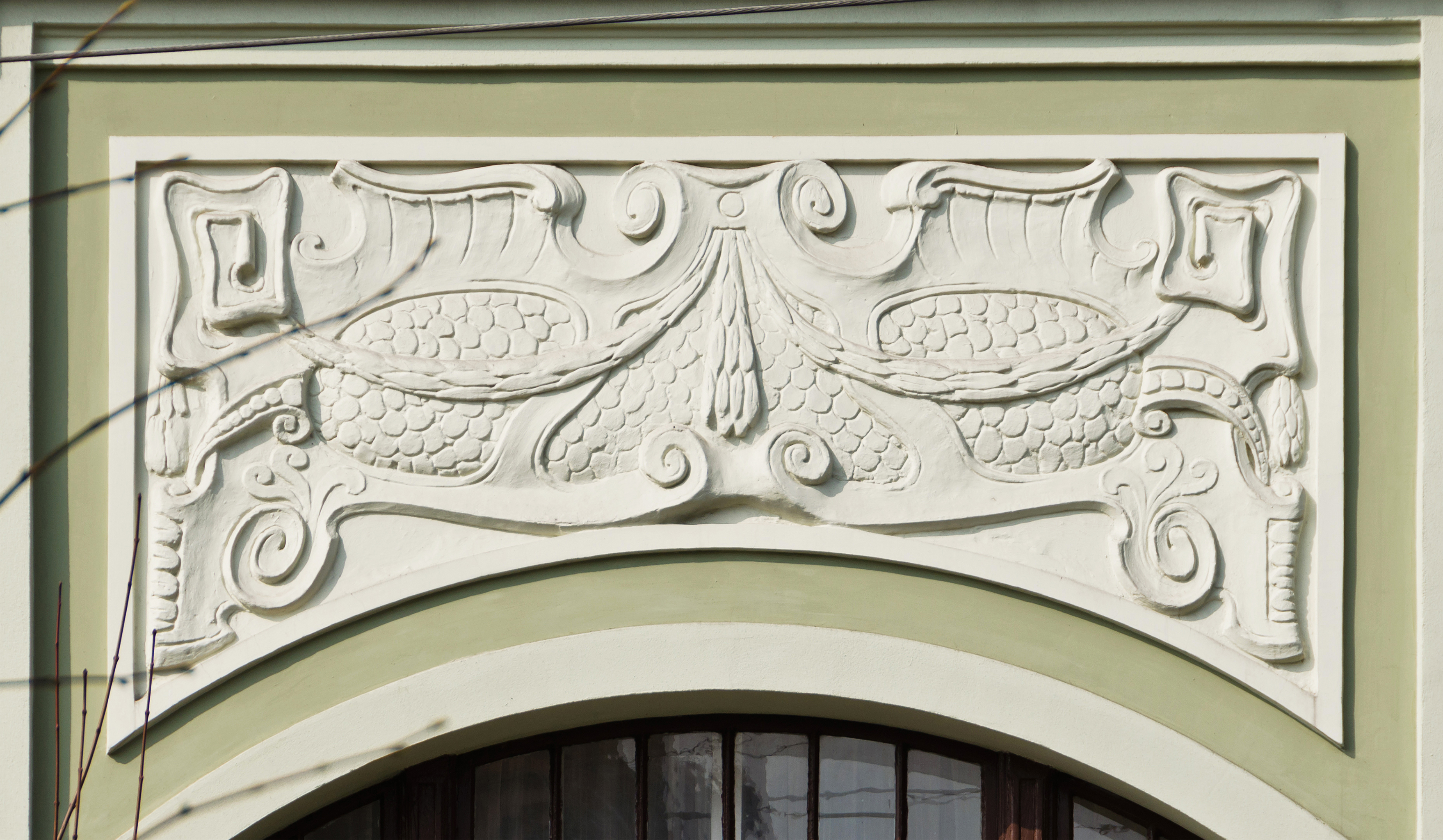
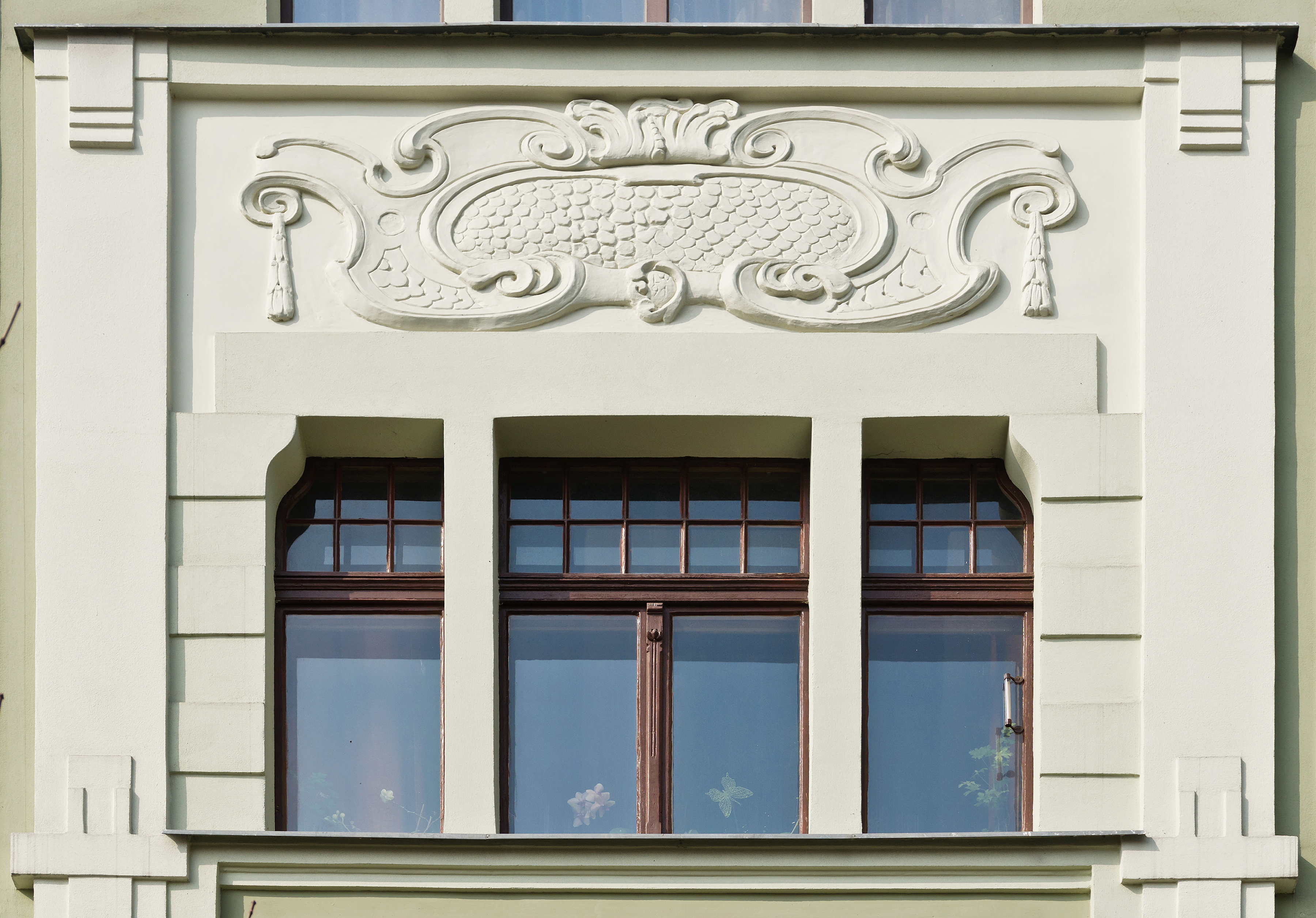
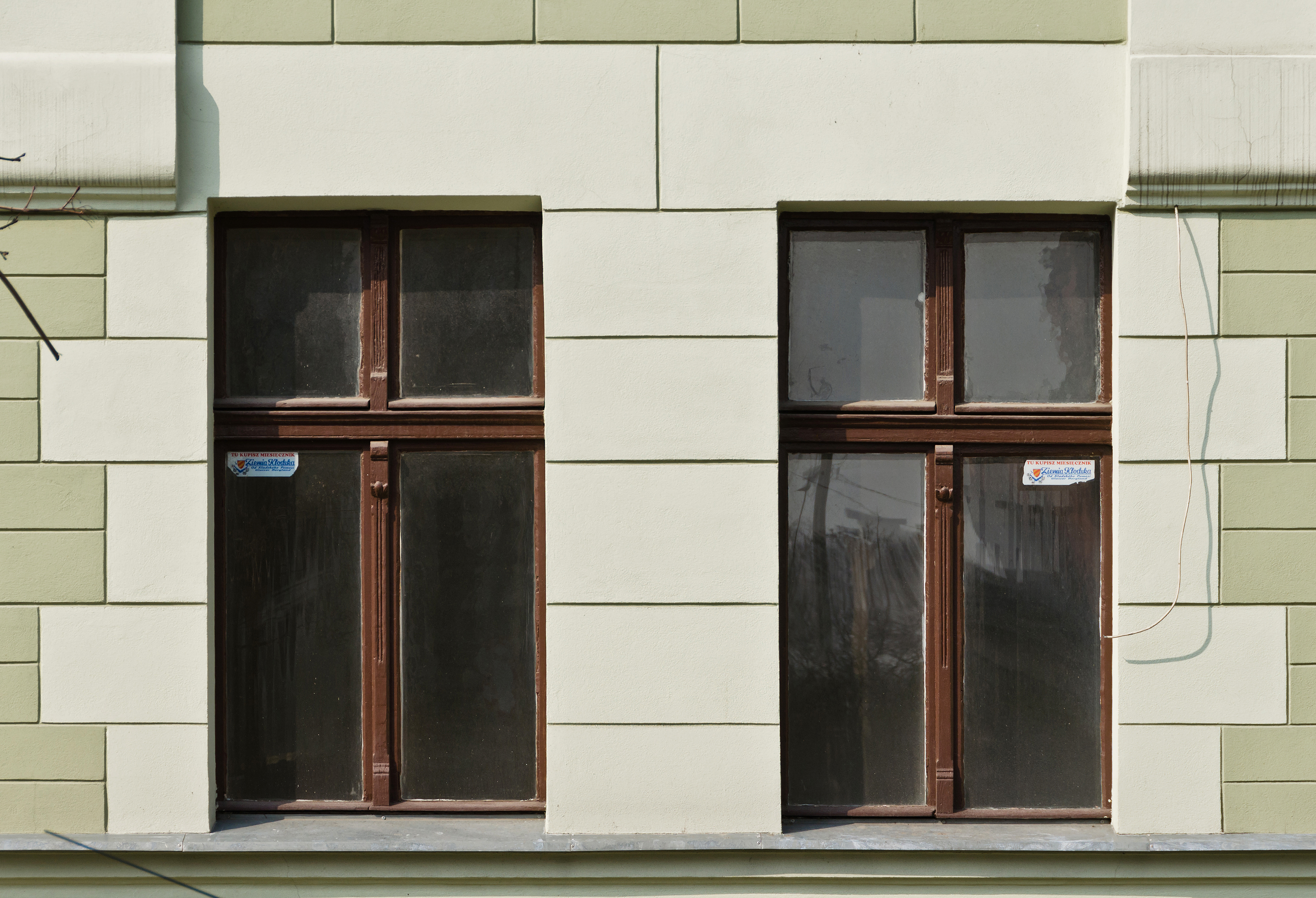
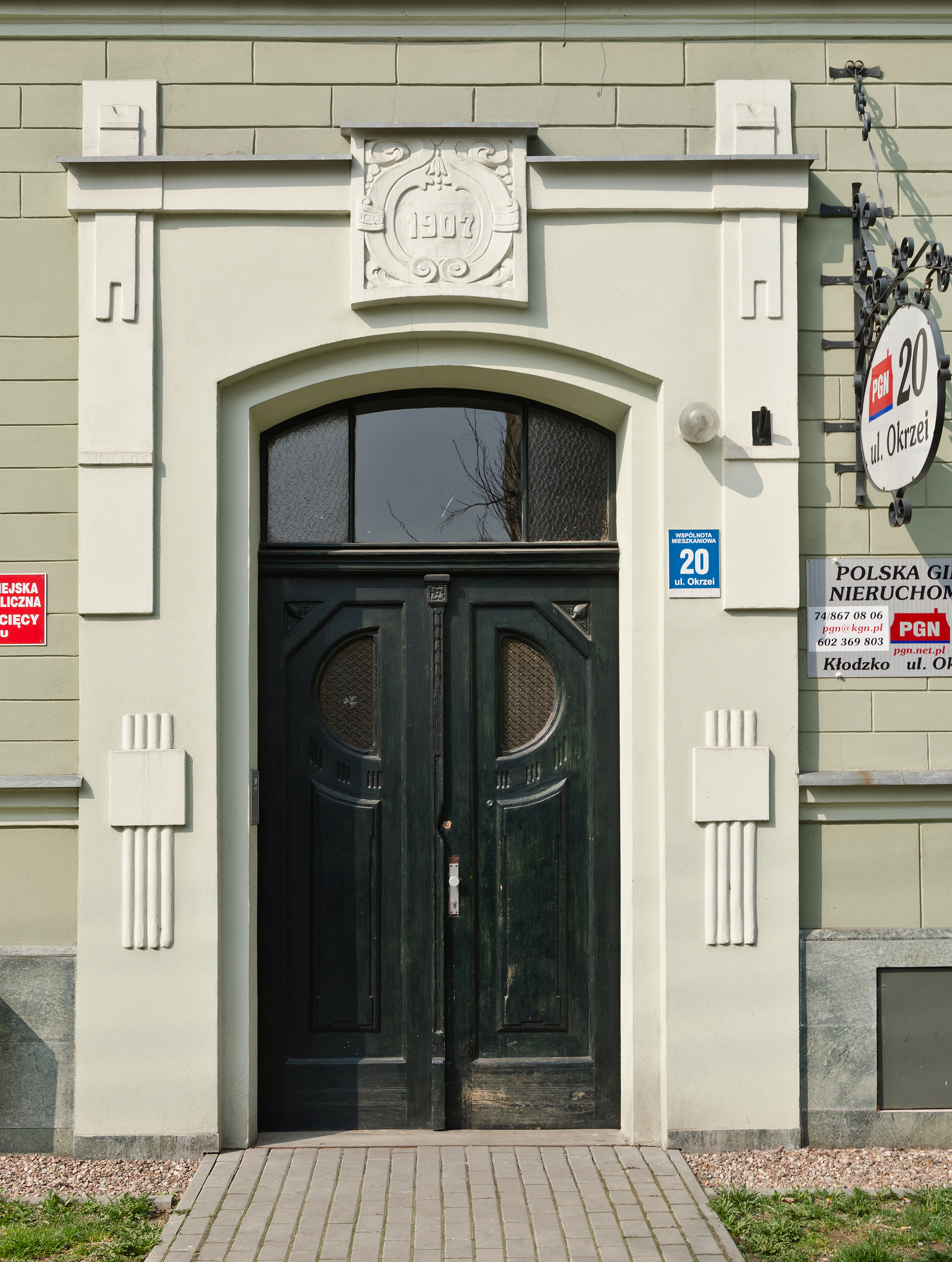
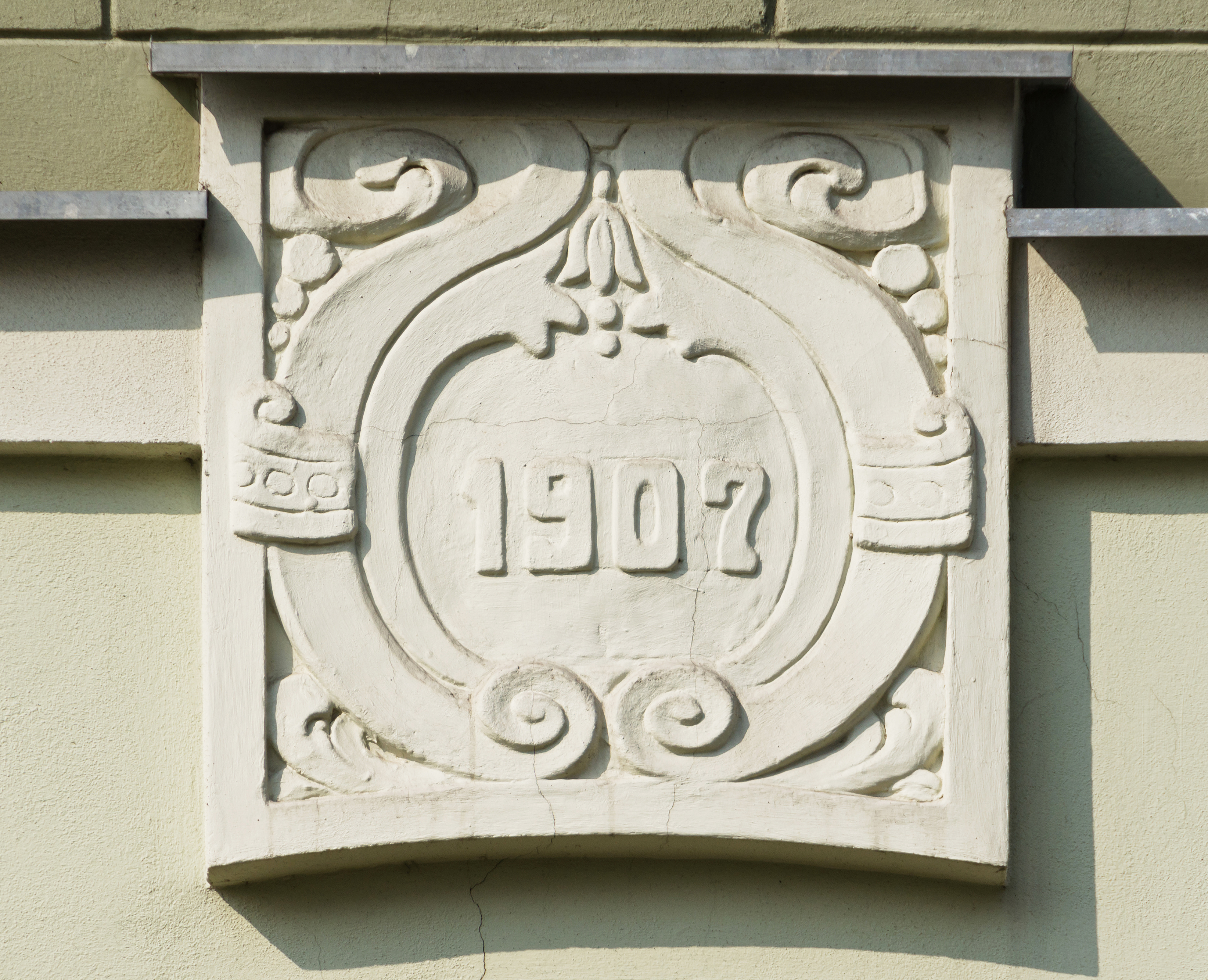